# Theo Steinhauser

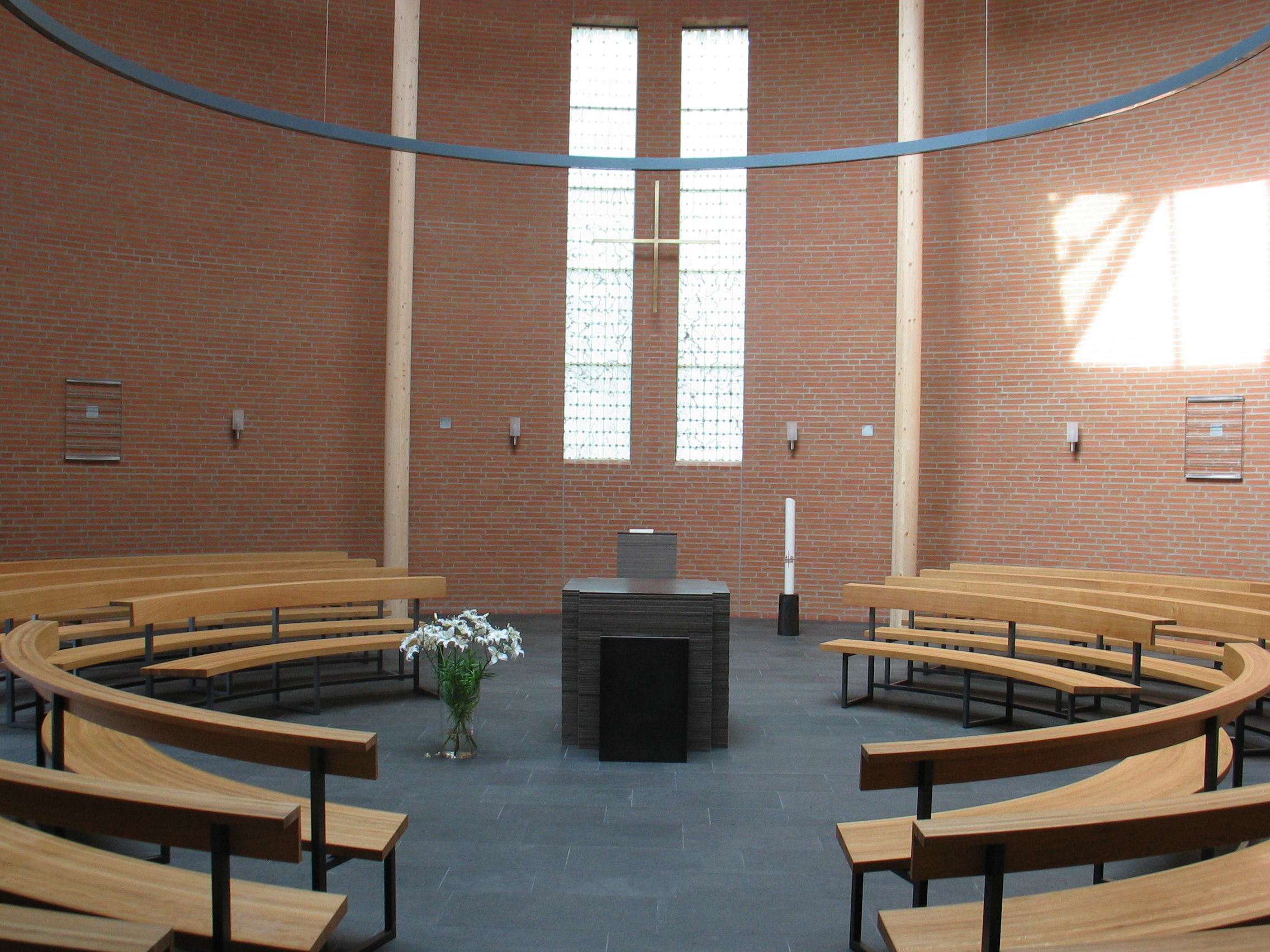
Gabrielkirche, Ismaning

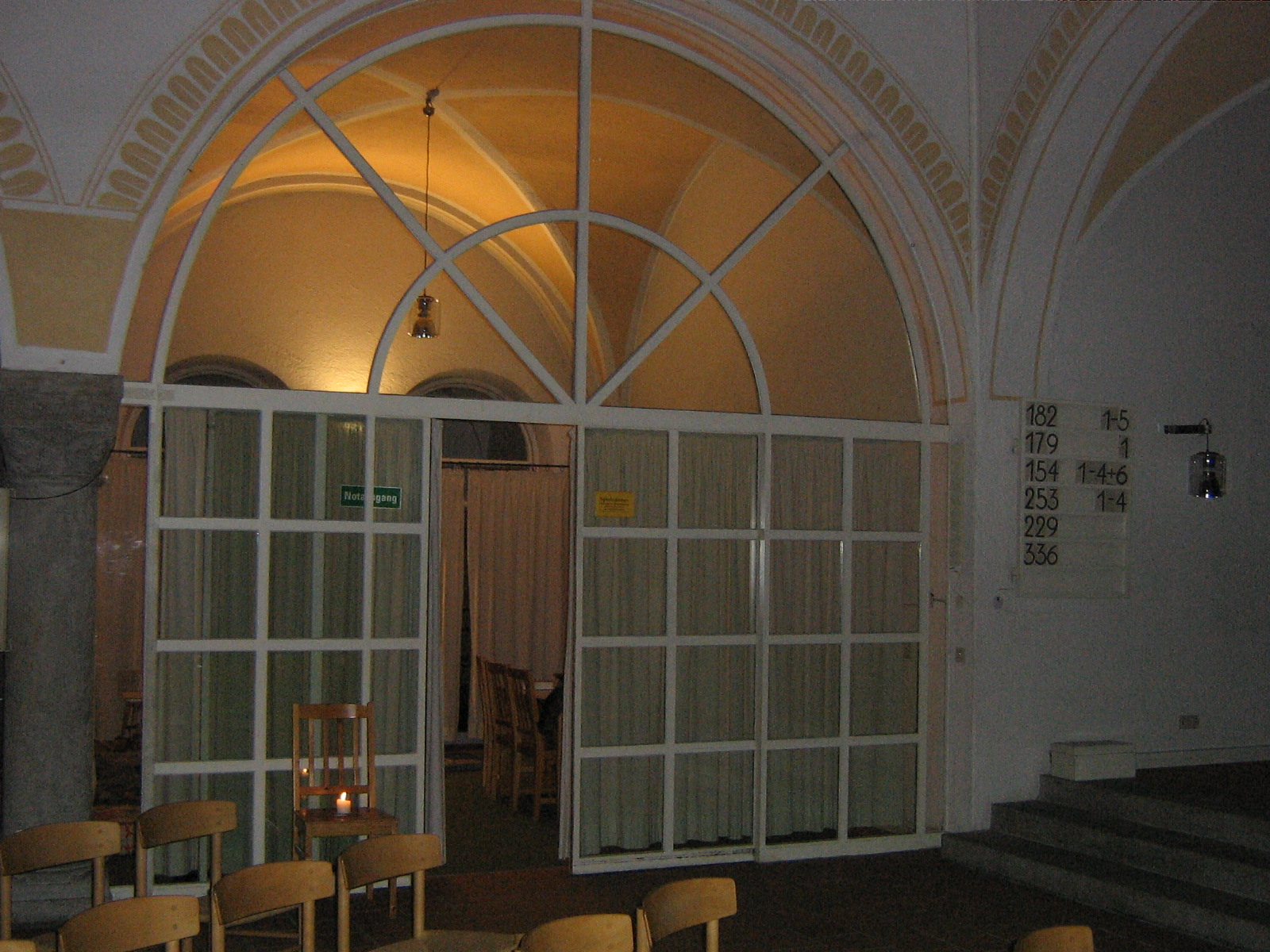
St.-Johannes-Kirche, München-Haidhausen

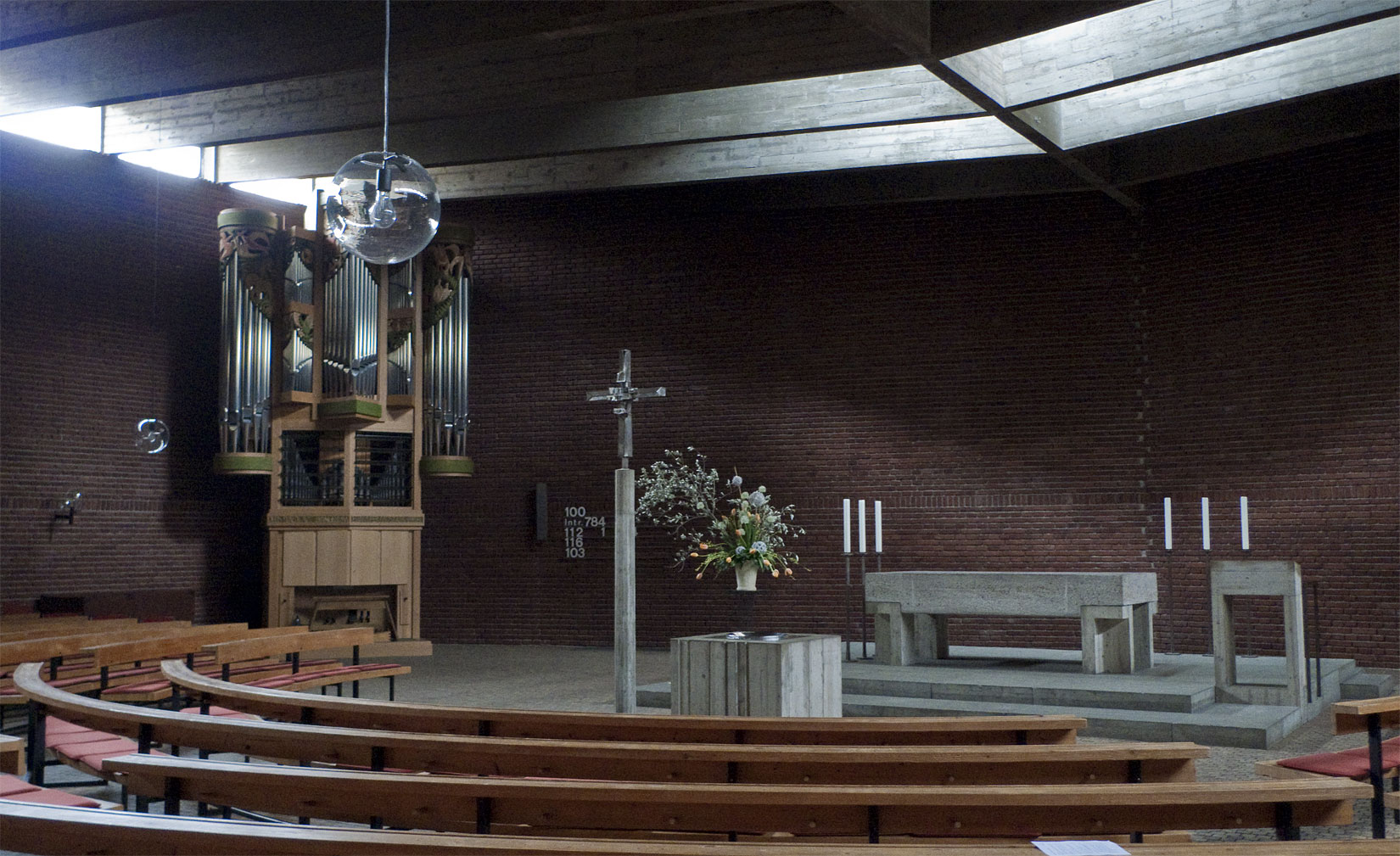
Kreuzkirche, München-Schwabing

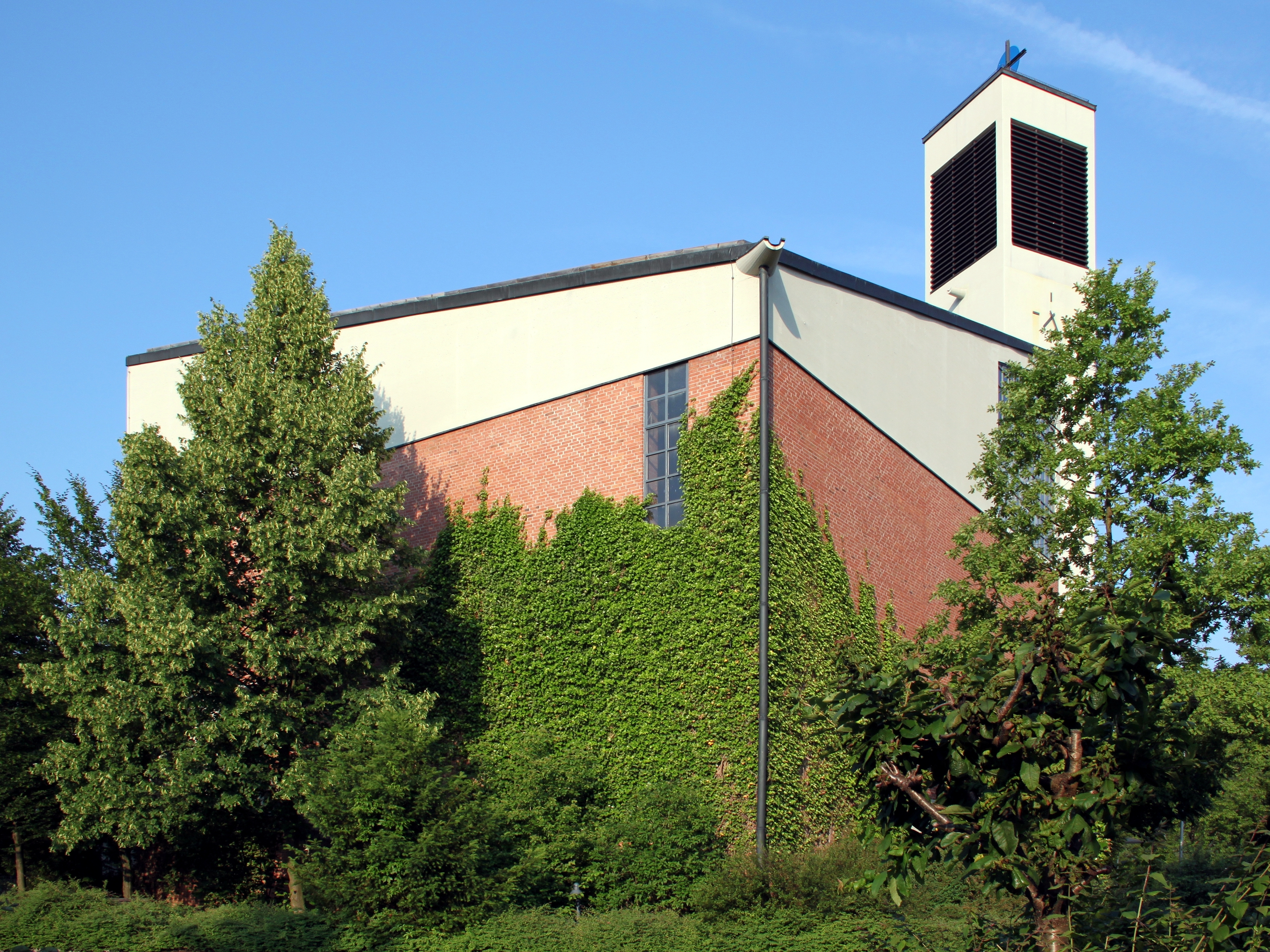
Michaelskirche, Ottobrunn

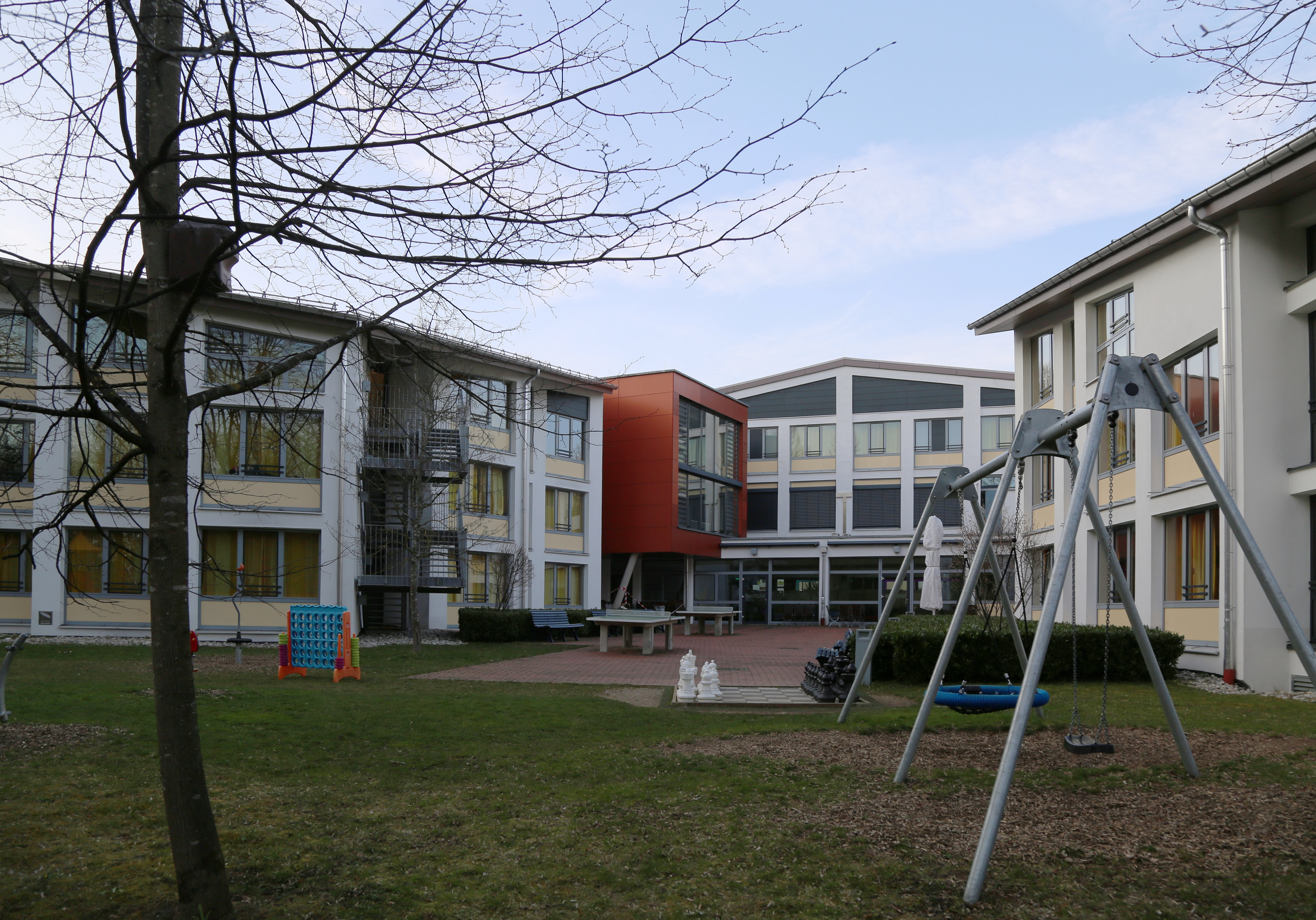
Jugendgästehaus München-Thalkirchen

Theodor „Theo“ Steinhauser (* 9. Mai 1922 in Ingolstadt; † 19. Mai 2014 in München) war ein deutscher Architekt, der vorwiegend im Kirchenbau tätig war.

## Werdegang
Steinhauser wuchs in Ingolstadt auf und studierte an der Technischen Hochschule München Architektur. Er war bis 1955 Assistent am Lehrstuhl von Robert Vorhoelzer und arbeitete in dessen Büro mit am Wiederaufbau der Technischen Hochschule München. Steinhauser war Mitarbeiter bei Werner Eichberg. 1956 gründete er ein Büro als freier Architekt in Gräfelfing. Von 1979 bis 1988 war er Direktor des Technischen Referates der evangelisch-lutherischen Kirche in Bayern. 1985 wurde ihm die Heinrich-Tessenow-Medaille verliehen, 1989 die Bayerische Denkmalschutzmedaille.
Der Schwerpunkt seiner Tätigkeit lag auf kirchlichen Bauten, insbesondere dem Neu- und Umbau von Kirchen und Gemeindehäusern. Bei der Innenausstattung arbeitete er zusammen mit Künstlern wie Karlheinz Hoffmann, Hubert Distler und Walther Senf. Er war verheiratet mit Lilo Steinhauser (* 23. März 1925 in Amberg; † 2010); seine Tochter Ulrike Steinhauser-Roller ist ebenfalls Architektin und führt sein Büro fort.

## Bauten
- 1962: Sparkasse und Rathaus, Ingolstadt mit Lutter und Köhlein (stark verändert durch Auer + Weber)[1]
- 1962: Ev. Heilig-Geist-Kirche, Fürth[2]
- 1962–1964: Thomaskirche, Friedrichshofen[3]
- 1964: St. Johannes, Ingolstadt[4]
- 1964: Ev. Michaelskirche, Ottobrunn
- 1968: Ev. Kreuzkirche, Schwabing
- 1969: Ev. Johannis-Kirche, Feldafing
- 1971: Ev. Friedenskirche, Gräfelfing
- 1971: Freizeitenheim der ev. Gesamtkirchengemeinde München, Grafrath
- 1971–1973: Jugendgästehaus, München-Thalkirchen
- 1975: Ev. Gemeindezentrum, Ismaning
- 1980: Grundsanierung der ev. Markuskirche, München-Maxvorstadt
- 1983: Umbau der ev. St.-Johannes-Kirche, München-Haidhausen
- 1986: Ev. Jubilatekirche, Waldperlach
- 1986: Ev. Versöhnungskirche, Rosenheim[5]
- 1988–1990: Einbau des Gemeindehauses in die Gustav-Adolf-Gedächtniskirche, Nürnberg
- 1990: Einbau eines Gemeindezentrums in die ev. Gustav-Adolf-Gedächtniskirche, Nürnberg-Lichtenhof
- 1994: Ev. Gemeinde- und Diakoniezentrum Martin-Luther-Haus, Kulmbach
- 1995: Ev. Kirche und Gemeindezentrum, Odelzhausen
- 1997: Ev. Philipp-Melanchthon-Kirche, Dinkelscherben
- 2000: Umbau der Christuskirche, Aschaffenburg
- 2007: Umgestaltung der ev. St.-Mang-Kirche, Kempten
- 2009: Ev. Gabrielkirche, Ismaning[6]

## Auszeichnungen und Preise
- 1985: Heinrich-Tessenow-Medaille
- 1989: Bayerische Denkmalschutzmedaille durch das Bayerische Staatsministerium für Wissenschaft und Kunst